# Хёнджон (правитель Корё)
Хёнджон (кор. 현종, 顯宗, Hyeonjong) — 8-й правитель корейского государства Корё, правивший в 1009—1031 годах. Имя — Сун (кор. 순, 詢, Sun). Второе имя — Ансе (кор. 안세, 安世, Anse).
Посмертные титулы — Тэхё тогви тальса Вонмун-тэван.
При нём Корё, ранее находившееся в границах Силла, значительно расширила свою территорию, присоединив остатки Пархэ и вассализировав их.